# Discografia de Saulo Fernandes
A discografia de Saulo Fernandes, um cantor e compositor brasileiro, compreende três álbuns de estúdio, um álbum ao vivo, um DVD e um EP. Começou a carreira cantando na banda Chica Fé, saiu para comandar a Banda Eva no lugar da cantora Emanuelle Araújo, onde ficou 11 anos até a sua saída no carnaval de 2013, seguindo em carreira solo.

## Álbuns

### Álbuns de estúdio
| Álbum                               | Detalhes | Vendas     |
| ----------------------------------- | --- | ---------- |
| A Casa Amarela (com Ivete Sangalo)  | - Lançamento: 17 de outubro de 2008 - Formatos: CD, download digital, streaming - Gravadora: Universal         | - : 50.000 |
| Baiuno                              | - Lançamento: 2 de junho de 2015 - Formatos: CD, download digital, streaming - Gravadora: Rua 15, Universal    |            |
| O Azul e o Sol                      | - Lançamento: 27 de janeiro de 2017 - Formatos: CD, download digital, streaming - Gravadora: Rua 15, Universal |            |
| Cantaí no Groove (com Durval Lélys) | - Lançamento: 6 de fevereiro de 2018 - Formatos: Download digital, streaming - Gravadora: Rua 15               |            |
| Aetd+                               | - Lançamento: 29 de abril de 2022 - Formatos: Download digital, streaming - Gravadora: Rua 15                  |            |
| Dançando com o Tempo                | - Lançamento: 16 de junho de 2023 - Formatos: Download digital, streaming - Gravadora: Rua 15                  |            |
| Acho que é Axé                      | - Lançamento: 1 de dezembro de 2023 - Formatos: Download digital, streaming - Gravadora: Rua 15                |            |
| Quem Me Ensinou, Pt. 01             | - Lançamento: 22 de novembro de 2024 - Formatos: Download digital, streaming - Gravadora: Rua 15               |            |

### Álbuns ao vivo
| Álbum         | Detalhes                                                                                             |
| ------------- | --- |
| Saulo ao Vivo | - Lançamento: 12 de novembro de 2013 - Formatos: CD, download digital - Gravadora: Rua 15, Universal |
| Sol Lua Sol   | - Lançamento: 26 de dezembro de 2018 - Formatos: CD, download digital - Gravadora: Rua 15, Universal |

### Extended plays(EPs)
| Álbum                  | Detalhes                                                                                        |
| ---------------------- | ----------------------------------------------------------------------------------------------- |
| Falando de Esperança   | - Lançamento: 1991 - Formatos: LP - Gravadora: Rosa dos Ventos                                  |
| Macaco Sessions: Saulo | - Lançamento: 26 de abril de 2019 - Formatos: Download digital - Gravadora: Macaco              |
| É a Bahia              | - Lançamento: 29 de janeiro de 2025 - Formatos: Download digital, streaming - Gravadora: Rua 15 |

### Álbuns de vídeo
| Álbum         | Detalhes                                                                            |
| ------------- | ----------------------------------------------------------------------------------- |
| Saulo ao Vivo | - Lançamento: 12 de novembro de 2013 - Formatos: DVD - Gravadora: Rua 15, Universal |
| Sol Lua Sol   | - Lançamento: 26 de dezembro de 2018 - Formatos: DVD - Gravadora: Rua 15, Universal |

## Singles

### Como artista principal
| Título                             | Ano  | Álbum                       |
| ---------------------------------- | ---- | --------------------------- |
| "Raiz de Todo Bem"                 | 2013 | Saulo ao Vivo               |
| "Zóio Teu"                         | 2014 | Saulo ao Vivo               |
| "Vú"                               | 2014 | Saulo ao Vivo               |
| "Outra Vez"                        | 2015 | Baiuno                      |
| "Veloso Cidade" (part. Dom Chicla) | 2016 | Baiuno                      |
| "De Boa"                           | 2016 | Não incluso em nenhum álbum |
| "Sol em Festa"                     | 2016 | O Azul e o Sol              |
| "Deixa Lá (Dê Xalá)"               | 2017 | O Azul e o Sol              |
| "Terra Nossa (Axé)"                | 2017 | O Azul e o Sol              |
| "Vida Labirinto"                   | 2018 | O Azul e o Sol              |
| "Axé Axé" (com Durval Lélys)       | 2018 | Cantaí no Groove            |
| "Chega Devagar"                    | 2018 | Sol Lua Sol                 |
| "Pra Ver o Sol Brilhar"            | 2019 | Sol Lua Sol                 |
| "Avisa" (com Malê Debalé)          | 2019 | Não incluso em nenhum álbum |
| "Porta Voz do Tambor" (com Didá)   | 2019 | Não incluso em nenhum álbum |
| "Bahia Mãe"                        | 2020 | Não incluso em nenhum álbum |
| "Aonde" (com Durval Lélys)         | 2022 | Não incluso em nenhum álbum |

### Como artista convidado
| Título                                                         | Ano  | Certificações | Álbum                                                                           |
| -------------------------------------------------------------- | ---- | ------------- | ------------------------------------------------------------------------------- |
| "Não Precisa Mudar" (Ivete Sangalo part. Saulo)                | 2007 | - : Diamante  | Ivete no Maracanã                                                               |
| "Paixão não Tem Cura" (Netinho part. Saulo Fernandes)          | 2011 |               | Netinho e a Caixa Mágica                                                        |
| "Na Palma da Mão" (Ju Moraes part. Saulo Fernandes)            | 2013 |               | Em Cada Canto Um Samba                                                          |
| "Pele Bronzeada" (Mr. Armeng part. Saulo Fernandes)            | 2014 |               | Mr. Armeng                                                                      |
| "Pegavisão" (Katê part. Saulo Fernandes)                       | 2014 |               | Não adicionado à nenhum álbum                                                   |
| "Raiz de Todo Bem" (com vários artistas)                       | 2014 |               | Não adicionado à nenhum álbum                                                   |
| "Cadarço, Sapato e Chiclete" (Jammil e Uma Noites part. Saulo) | 2015 |               | Jammil de Todas as Praias                                                       |
| "Invade" (Kromosons part. Saulo)                               | 2016 |               | Segunda Temporada                                                               |
| "Salvador Daliberdade" (Tuca Fernandes part. Saulo)            | 2017 |               | A Favor                                                                         |
| "Clareiamô" (Anavitória part. Saulo Fernandes)                 | 2018 |               | Anavitória Canta para Foliões de Bloco, Foliões de Avenida e não Foliões Também |
| "Pretinha" (Alexandre Peixe part. Saulo)                       | 2019 |               | Não adicionado à nenhum álbum                                                   |
| "Amor Pra Recomeçar" (Jopin part. Saulo)                       | 2019 |               | Não adicionado à nenhum álbum                                                   |
| "Bonita Fé" (Orquestra Reggae de Cachoeira part. Saulo)        | 2020 |               | Não adicionado à nenhum álbum                                                   |
| "Cantando Eu Vou" (Melim part. Saulo)                          | 2020 |               | Eu Feat. Você                                                                   |
| "Grito de Guerra" (Som do Sim part. Saulo e Davi Moraes)       | 2021 |               | Não adicionado à nenhum álbum                                                   |
| "É Saber Amar" (Bruno Diegues part. Saulo e Olodum)            | 2021 |               | Não adicionado à nenhum álbum                                                   |
| "Pai Mar" (Luciano Calazans part. Saulo e Som do Sim)          | 2021 |               | Não adicionado à nenhum álbum                                                   |

### Singlespromocionais
| Título                                | Ano  | Álbum                         |
| ------------------------------------- | ---- | ----------------------------- |
| "Oitavo Dia" (com Tomate e Levi Lima) | 2014 | Não adicionado à nenhum álbum |
| "Positiva" (com Tomate e Levi Lima)   | 2016 | Não adicionado à nenhum álbum |
| "Feliz" (com Tomate e Levi Lima)      | 2017 | Não adicionado à nenhum álbum |
| "Tudo Bem" (com Clarina)              | 2020 | Não adicionado à nenhum álbum |

## Outras aparições
| Título                             | Ano  | Outro(s) artista(s) | Álbum                                    |
| ---------------------------------- | ---- | ------------------- | ---------------------------------------- |
| "Enfim Vencer"                     | 2007 | —                   | Um Natal Feliz pra Todos                 |
| "Vale Mais"                        | 2009 | Ivete Sangalo       | Multishow Registro Pode Entrar           |
| "Paixão Não Tem Cura"              | 2011 | Netinho             | Netinho e a Caixa Mágica                 |
| "Pegando Fogo"                     | 2011 | Harmonia do Samba   | Selo de Qualidade                        |
| "Don't Wait"                       | 2012 | Magary Lord         | Inventando Moda                          |
| "Beira Mar"                        | 2013 | Ed City             | O Sonho Real                             |
| "Chocolafro"                       | 2013 | Psirico             | A Fábrica de Música e Sonhos do Psi      |
| "Sereia"                           | 2013 | Casaca              | Ao Vivo                                  |
| "Sossego"                          | 2013 | Parangolé           | Axé Bahia 2014                           |
| "Viral"                            | 2014 | Jau                 | Um Pouquinho de Festa... É Bom!          |
| "Se Você For"                      | 2014 | Diana Dias          | Diana Dias                               |
| "Cruisin'"                         | 2014 | Ivete Sangalo       | Multishow Ao Vivo: Ivete Sangalo 20 Anos |
| "Vú"                               | 2014 | —                   | Axé Bahia 2015                           |
| "Agenor"                           | 2015 | Simples Rap'ortagem | Vinho de 20                              |
| "Eclipse Oculto"                   | 2015 | Margareth Menezes   | Para Gil & Caetano                       |
| "Viva Bahía"                       | 2015 | Groova Tambor       | Ser Feliz É… pra Quem Tem Coragem!       |
| "Erê de Dois"                      | 2015 | —                   | Axé Bahia 2016                           |
| "Responso"                         | 2016 | Keiler Rêgo         | Oratório de Santo Antônio                |
| "Firme e Forte" / "Barracos"       | 2016 | Alexandre Leão      | O Teatro: Ao Vivo                        |
| "Dois Alguéns"                     | 2016 | Alexandre Leão      | O Baile: Ao Vivo                         |
| "Você"                             | 2016 | Virou Bahia         | Sonhos Amores Canções                    |
| "Seu Par"                          | 2016 | BaianoMundo         | Fruturo                                  |
| "Quero Ser Feliz Também"           | 2016 | Natiruts            | Natiruts Reggae Brasil                   |
| "Não Chore Mais (No Woman No Cry)" | 2016 | Natiruts            | Natiruts Reggae Brasil                   |
| "Firme e Forte"                    | 2016 | Psirico             | Psirico 15 Anos - Nada Nos Separa        |
| "Oração de São Francisco"          | 2016 | —                   | Sonhos Amores Canções                    |

## Videoclipes
| Título             | Ano  | Diretor(a)       |
| ------------------ | ---- | ---------------- |
| "Raiz de Todo Bem" | 2013 | Elísio Lopes Jr. |
| "Zóio Teu"         | 2014 | Elísio Lopes Jr. |